# إيفالدو لونا
إيفالدو لونا (بالإسبانية: Uvaldo Luna) (21 ديسمبر 1993 بهيوستن في الولايات المتحدة - ) هو لاعب كرة قدم مكسيكي في مركز الوسط. شارك مع منتخب المكسيك تحت 20 سنة لكرة القدم ومنتخب المكسيك تحت 23 سنة لكرة القدم. أما مع النوادي، فقد لعب مع تايجرز أونال.

## وصلات خارجية
- إيفالدو لونا على موقع الاتحاد الدولي (مؤرشف)  (الإنجليزية)
- إيفالدو لونا على موقع قاعدة بيانات كرة القدم.إي يو (الإنجليزية)
- إيفالدو لونا على موقع Soccerway.com (الإنجليزية)